# Yang Zhi
Yang Zhi (Kinesiska: 杨智; pinyin: Yáng Zhì; född den 15 januari 1983 i Guangzhou, Guangdong) är en kinesisk professionell fotbollsspelare. Sedan 2006 spelar han för den kinesiska klubben Beijing Guoan i Chinese Super League.

## Klubbkarriär
Yang Zhi började sin professionella karriär i Guangdong Xiongying i kinesiska andra divisionen. Han etablerade snabbt sig inom laget i sin första professionella säsong med Guangdong Xiongying genom att spela i 26 ligamatcher. Den följande säsongen spelade han 22 ligamatcher för Guangdong som sedan hamnade på 10:e plats i ligan. Hans framgångar i klubben ledde till att Beijing Guoan vart intresserade av honom, och med chansen att spela i Chinese Super League så skrev Yang Zhi på för klubben inför säsongen 2005. Han etablerade sig snabbt som deras förstamålvakt och spelade 21 ligamatcher under sin debutsäsong.Han fortsatte att spela i laget under ett par säsonger och säsongen 2009 vart laget Kinesiska mästare. Under försäsongen 2012 skadade sig Yang Zhi i en träningsmatch vilket ledde till skadefrånvaro under stor del av säsongen.

## Landslagskarriär
Efter hans konsekventa spel med Beijing Guoan kallades han till det kinesiska landslaget den 10 augusti 2006 i en vänskapsmatch mot Thailand, där han byttes in mot Li Leilei i en 4-0-seger. Den 28 oktober gjorde han sin riktiga tävlingsdebut mot Burma i en kvalmatch inför VM 2010, Kina vann matchen med 4–0. 

## Meriter

### Inom klubblag
- Beijing Guoan

Chinese Super League: 2009

### Inom landslag
- Kina
- Östasiatiska mästerskapet: 2010